# Invincible Summer
 (mai 2012).
Si vous disposez d'ouvrages ou d'articles de référence ou si vous connaissez des sites web de qualité traitant du thème abordé ici, merci de compléter l'article en donnant les références utiles à sa vérifiabilité et en les liant à la section « Notes et références ».
Albums de k.d. lang
Drag
(1997) Live by Request
(2001)
Invincible Summer est le quatrième album solo de k.d. lang. Sorti en 2000, il est inspiré de sa relation avec l'actrice et musicienne Leisha Hailey.

## Titres
1. "Consequences of Falling" (Marie-Claire D'Ubaldo, Rick Nowels, Billy Steinberg) – 3:52
2. "Summerfling" (Camus, K.D. Lang, David Piltch) – 4:15
3. "Suddenly" (Lang, Piltch) – 3:32
4. "It's Happening With You" (Lang, Piltch) – 2:48
5. "Extraordinary Thing" (Abe Laboriel, Jr., Abraham Laboriel, Lang) – 3:35
6. "Love's Great Ocean" (Lang, Ben Mink) – 5:40
7. "Simple" (Lang, Piltch) – 2:44
8. "What Better Said" (Laboriel, Laboriel, Lang) – 3:47
9. "When We Collide" (Laboriel, Laboriel, Lang) – 4:22
10. "Curiosity" (Lang) – 3:41
11. "Only Love" (Lang) – 3:52

## Musiciens
- k.d. lang - chant
- Rusty Anderson - guitare
- Wendy Melvoin - guitare
- Smokey Hormel - guitare
- Jon Stewart - guitare
- Rick Baptist - trompette
- Teddy Borowiecki - accordéon, clavier
- Denyse Buffum - viole
- Larry Corbett - violoncelle
- Mario de Leon - violon
- Joel Derouin - violon
- John Friesen - violoncelle
- John Fumo - trompette
- Armen Garabedian - violon
- Berj Garabedian - violon
- Jon Hassell - trompette
- Suzie Katayama - violoncelle
- Peter Kent - violon
- Abe Laboriel Jr. - batterie, chœurs
- Abraham Laboriel - basse, guitare, chœurs
- Damian leGassick - guitare, clavier
- Greg Leisz - pedal steel
- Gayle Levant - harpe
- Jon Lewis - trompette
- Ben Mink - violon, clavier, viole
- Vicki Miskolczy - viole
- Bob Peterson - violon
- David Piltch - basse, guitare, mandoline, cornet, clavier, human whistle, loop, Moog basse, baritone guitar
- Daniel Smith - violoncelle
- David Stenske - viole
- John Wittenberg - violon